# 欣悦湖街道
欣悦湖街道，是中華人民共和國江西省南昌市新建區下轄的一個鄉鎮級行政單位

## 行政区划
丽水佳园社区 ·城开学苑社区· 莱卡小镇社区 ·朗晴园社区 ·大都会社区· 正大社区 ·明矾路社区 ·欣乐路社区 ·长富社区 ·长坪社区 ·前进村
1. ↑  . www.stats.gov.cn.   [2023-03-17]. （原始内容存档于2023-03-17）.